# Ожаска
Ожаска (рум. Ojasca) — село у повіті Бузеу в Румунії. Входить до складу комуни Унгуріу.
Село розташоване на відстані 103 км на північний схід від Бухареста, 19 км на північний захід від Бузеу, 109 км на захід від Галаца, 91 км на південний схід від Брашова.